# Lemoyne (Pennsylvanie)
Pour les articles homonymes, voir Lemoyne.
Lemoyne, auparavant baptisé Bridgeport, est un borough situé au nord-est du comté de Cumberland, en Pennsylvanie, aux États-Unis,. En 2010, il comptait une population de 4 553 habitants. Il est incorporé le 23 mai 1905.

## Démographie
Lors du recensement de 2010, le borough comptait une population de 4 553 habitants. Elle est estimée, en 2019, à 4 972 habitants.

### Source de la traduction
- (en) Cet article est partiellement ou en totalité issu de l’article de Wikipédia en anglais intitulé « Lemoyne, Pennsylvania » (voir la liste des auteurs).